# Alagoa (Minas Gerais)
Alagoa – miasto i gmina w Brazylii, w stanie Minas Gerais. Znajduje się w mezoregionie Sul e Sudoeste de Minas i mikroregionie São Lourenço.